# 松鴉
松鴉（學名：Garrulus glandarius），又名樫鳥、橿鳥，是一種廣泛分布於北半球歐亞大陸的鴉科動物，包括西歐大部分地區，至非洲的東北部，以至亞洲的東海岸以及東南亞等地均有分布。正因為分佈如此廣泛，因此不同地區的亞種往往出現極大的變異，特別是當它們的分佈地是相距極遠的時候，差異更大。在歐洲，松鴉也常被簡稱為。

## 特征
身体长约30公分；除了面部有黑色颊纹外，通体大多呈匀净的紫灰色至红灰色；腰羽有白色带；翼上缀有黑、白、蓝三色相间的明丽斑纹。

## 分類學
松鴉為著名生物學家卡爾·林奈於其名著《自然系統》一書中介紹的眾多鳥類的其中一種。他辨別出松鴉與其他鴉類的相同之處，故將其命名為Corvus glandarius.。

## 分佈及棲地
主要在混合林地內棲息，特別是櫟屬植物出沒的地點。喜吃橡子，也會在入冬時或以前將橡子埋在泥土內，且幾乎能全部記住曾埋入橡實的地點。近年的市區地方出現了較多的松鴉，相信是與其原有棲地被持續破壞有關。

## 行為

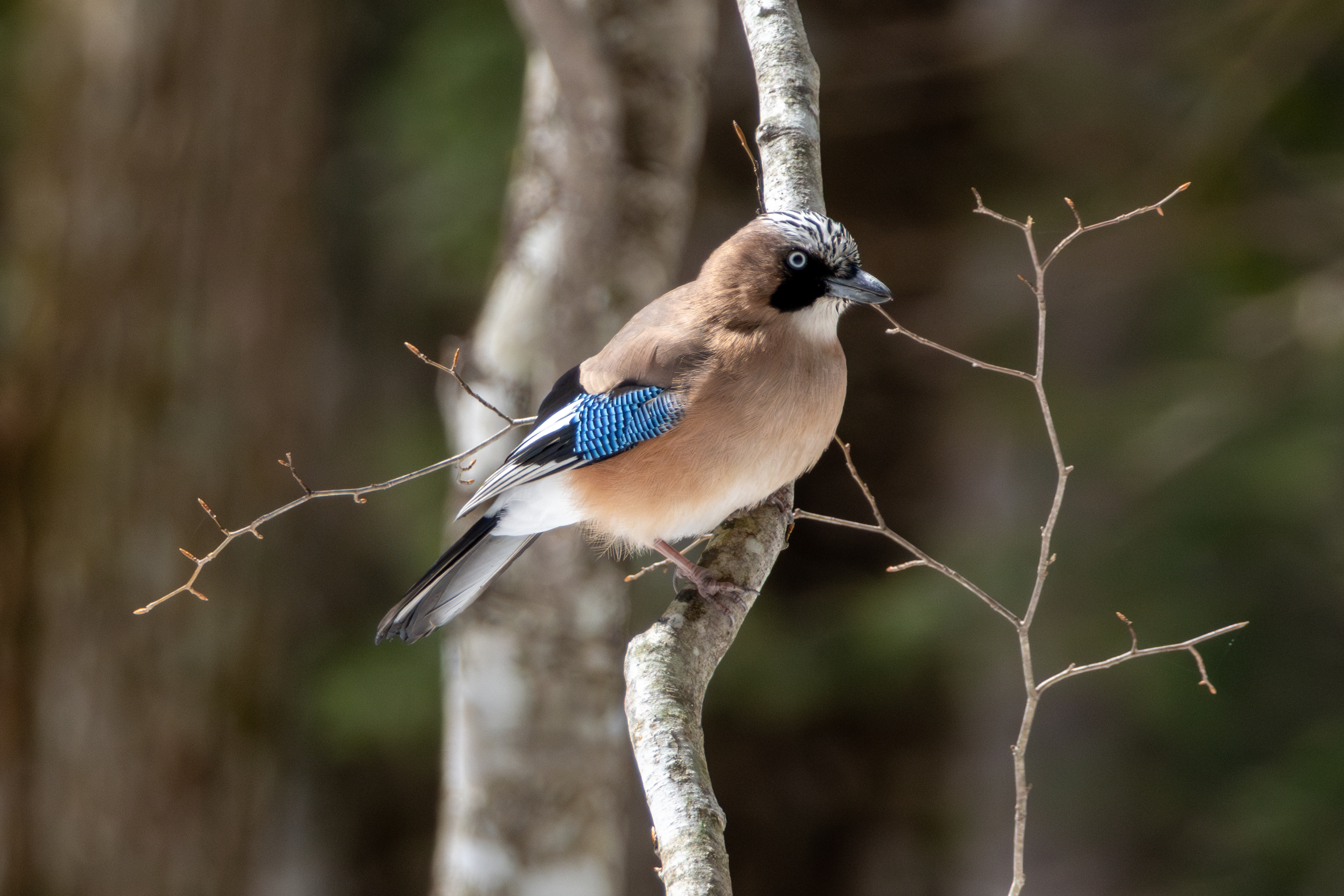
松鴉, 攝於日本長野户隱神社

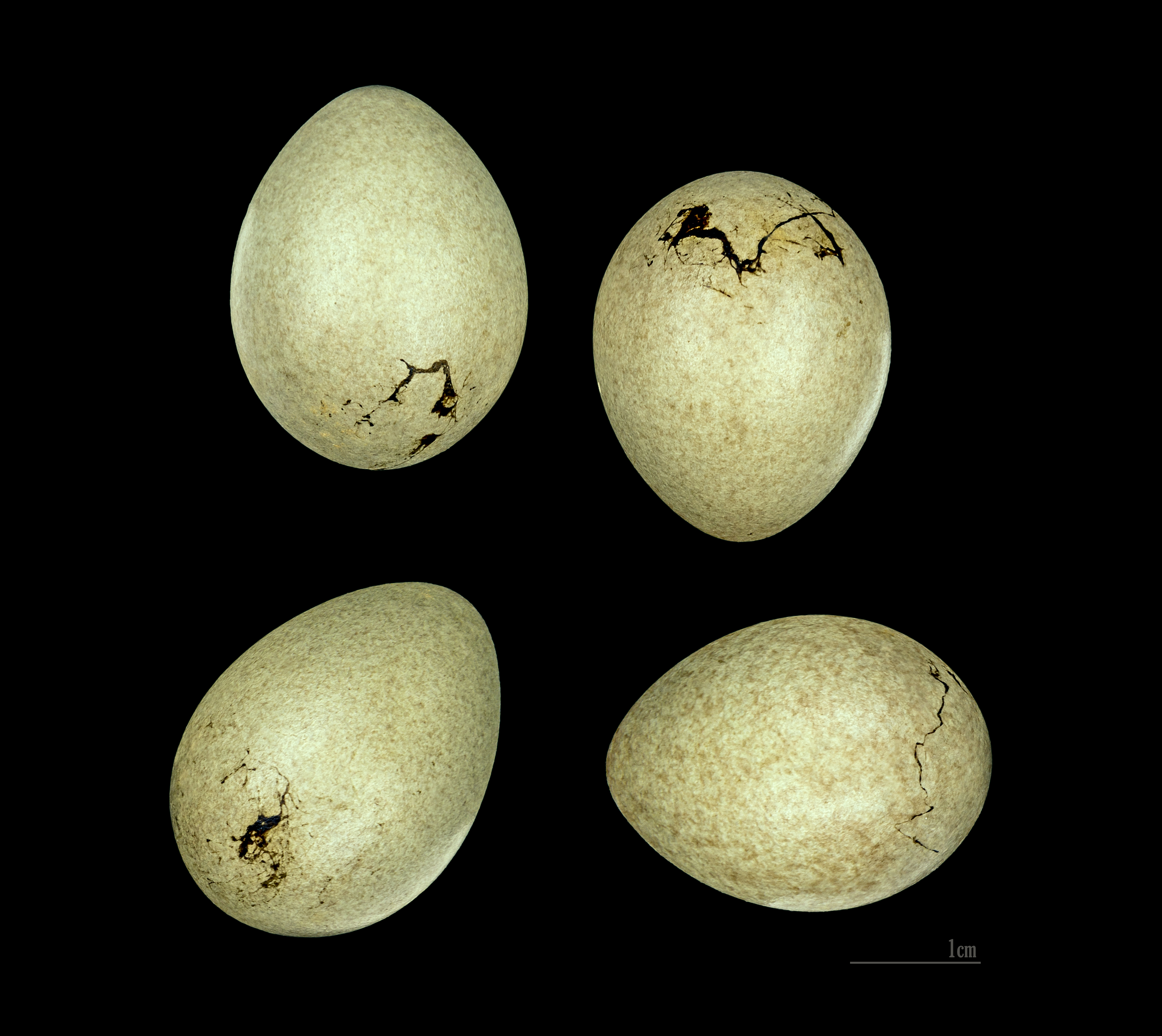
松鴉蛋

常聽到的嗚叫聲多是粗糙刺耳的尖叫聲，主要是在發現捕獵者時用以警戒同伴之用。除此之外，這類型的鳥也擅長模仿其他鳥類的鳴叫聲。因此，除非能親眼看見，不然單憑聲音分辨容易被其誤導。有時甚至會模仿其捕食者的聲音以避過攻擊，如灰林鴞。其他會捕獵松鴉的還包括蒼鷹及游隼等。

### 飲食
樹上及地上均有其喜愛的食物。如無脊椎動物及昆蟲、橡子、山毛櫸及其他種子、果實如黑莓等。也會吃食小的鳥、鼠、蜥蜴及細蛇。

### 繁育
於大樹上的枝幹上繁殖。每次誕下4至6顆蛋，於16至19天後孵化，並在21至23日後完全長出羽毛。雄鳥及雌鳥均會餵哺幼小。

## 延伸閱讀
- Akimova, A.; Haring, E.; Kryukov, S.; Kryukov, A.  (PDF). Русский орнитологический журнал (Russian Journal of Ornithology). 2007: 567–575  [10 October 2012]. ISSN 0869-4362. （原始内容存档 (PDF)于2020-08-09）.
- Cheke, Lucy G.; Bird, Christopher D.; Clayton, Nicola S. . Animal Cognition. 2011, 14 (3): 441–455. PMID 21249510. doi:10.1007/s10071-011-0379-4.[永久]

## 外部連結
- RSPB Information on Jays in the UK （页面存档备份，存于）
- Avibase （页面存档备份，存于）